# Pietro Abbati Marescotti
Pietro Abbati Marescotti   (Mòdena, 1 de setembre de 1768 - Mòdena, 7 de maig de 1842) va ser un matemàtic i enginyer italià.
Pietro Abbati va néixer en una noble família de poetes i enginyers. Va estudiar a la universitat de Mòdena, on va coincidir amb Paolo Ruffini amb qui va mantenir una llarga amistat. Durant el període napoleònic es va involucrar en la gestió i l'administració de les infraestructures ciutadanes i, quan va retornar el duc Francesc IV de Mòdena, el va confirmar en els seus càrrecs que va exercir fins a la fi de la seva vida. El 1818, el va nomenar comte i el va autoritzar a utilitzar el cognom Marescotti.
Abbati Marescotti és recordat, principalment, per la seva correspondència amb Ruffini. Les cartes tracten sobre la resolució de les equacions de més de cinquè grau i de la regla de Descartes per a les equacions incompletes.